# Rand Peak
Rand Peak är en bergstopp i Antarktis. Den ligger i Östantarktis. Australien gör anspråk på området. Toppen på Rand Peak är 1 510 meter över havet, eller 113 meter över den omgivande terrängen. Bredden vid basen är 1,7 km.
Terrängen runt Rand Peak är kuperad åt nordväst, men åt sydost är den bergig. Trakten är obefolkad. Det finns inga samhällen i närheten. 